# クロイツフェルト・ヤコブ病

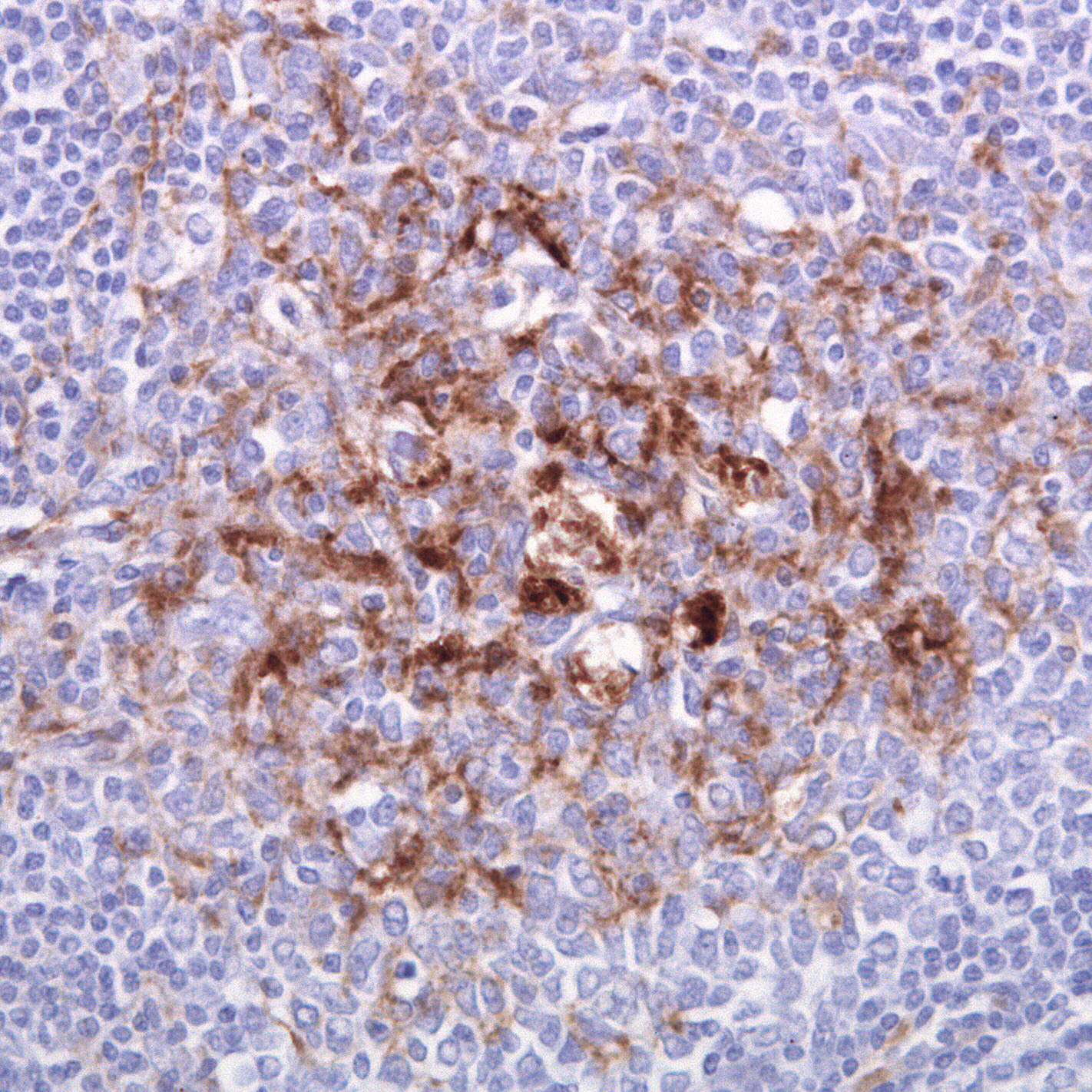
vCJDの患者の生検。茶色の構造は、プリオンタンパク質が含まれる濾胞性樹状細胞である。 （プリオン蛋白ICSM35に対する抗体を用いた免疫組織化学染色）

クロイツフェルト・ヤコブ病（クロイツフェルト・ヤコブびょう、Creutzfeldt-Jakob disease, CJD）は、全身の不随意運動と急速に進行する認知症を主徴とする中枢神経の変性疾患。WHO国際疾病分類第10版（ICD-10）ではA810、病名交換用コードはHGP2。根治療法は現在のところ見つかっておらず、発症後の平均余命は約1.2年。なお、日本神経学会では「ヤコブ」ではなく、「ヤコプ」とし、「クロイツフェルト・ヤコプ病」を神経学用語としている。
米国に端を発し、ビー・ブラウン社（西ドイツ）製造のヒト乾燥硬膜（ライオデュラ）を移植された多数の患者がこの病気に感染するという事故は日本を含め、世界的な問題となった。
日本においては、ゲルストマン・ストロイスラー・シャインカー症候群や致死性家族性不眠症と共にプリオン病に分類される。また、「感染症の予防及び感染症の患者に対する医療に関する法律」（感染症法）における「五類感染症」に分類されている。
また、難病の患者に対する医療等に関する法律（難病法）の対象疾患となっている。
一般的には耳にすることの少ないこの病気だが、症状がアルツハイマー病に似ていることから、アルツハイマーと診断され死亡した患者を病理解剖したらクロイツフェルト・ヤコブ病であると判明するという事もある。病理解剖でないと判別が難しいので、アルツハイマーと診断されているクロイツフェルト・ヤコブ病患者の実数は不明である。

## 概念
孤発性、医原性、遺伝性、変異型に分類される。変異型は異常プリオン蛋白質を含む食肉を摂取したために発症するもので、イギリスに端を発し、世界中で社会問題となった。かつてニューギニア島で行われていた葬儀の際の食人（死者の脳を食す）習慣に起因するクールー病（WHO国際疾病分類第10版ではA818、病名交換用コードはT284）も類縁疾患に含まれていた。
異常プリオン蛋白質の中枢神経への沈着が原因であるとの仮説が有力である。異常プリオン蛋白質そのものが増殖するのではなく、もともと存在する正常プリオン蛋白質を異常プリオン蛋白質に変換していくため、少量の摂取でも発症する。しかしこの発症メカニズムも確定的ではない。医原性・変異型の潜伏期間は約10年とされており、クールー病では50年を越すものも報告されている。

## タイプ
クロイツフェルト・ヤコブ病は、原因や症状により以下のように分類される。
散発性（孤発性）CJD
発症の原因が不明なもの。およそ100万人に1人の割合で発症するとされている。患者の多くは50歳以上の高齢であり、若年層の症例はまれである。プリオン蛋白遺伝子の正常多型や異常プリオンの分子量によって、さらにMM1、MV1、VV1、MM2、MV2、VV2の6型に分類され、MM1とMV1は古典型、MM2は視床型と呼ばれる。
遺伝性（家族性）CJD
プリオンタンパクをコードする遺伝子（プリオンタンパク遺伝子）の変異を原因とするもの。プリオンタンパク遺伝子は第20染色体の短腕上に存在する。遺伝性CJDを引き起こす原因として、15種類の点変異と8種類の「オクタペプチドリピート」と呼ばれる挿入変異とが知られている。
変異型CJD (vCJD)
散発性CJDで観察される脳波の周期性同期性放電がみられず、脳の病変部に異常プリオンタンパクの沈着によるクールー斑などが広範にみられる特徴を有するもの。牛海綿状脳症を発症した牛の特定危険部位を食して、牛海綿状脳症が人間に伝達（感染）したものであるとされている。以前は新型、あるいは新変異型とよばれていた。日本では2005年に患者1名が確認されている。この患者は、イギリスに滞在経験のあることが確認されており、同国での感染が疑われている。変異型は若年期に発症することが多いという特徴を持つ。
医原性CJD
異常プリオンに汚染された医療器具の使用、CJD患者由来の硬膜や角膜などの組織の移植、患者由来の下垂体ホルモンの投与など、医療行為を原因とするもの。病気の型ではなく感染経路に注目した分類である。

## 病因・症状
異常プリオン蛋白質が脳内に侵入し、脳組織に海綿状の空腔をつくって脳機能障害を引き起こすもので、進行が早く、ほとんどが1 - 2年で死に至る。一般的には初老期に発病し、発病初期から歩行障害や軽い認知症、視力障害などが現れる。なお、ヤコブ病は患者に接触しただけで感染することはない。

## 検査

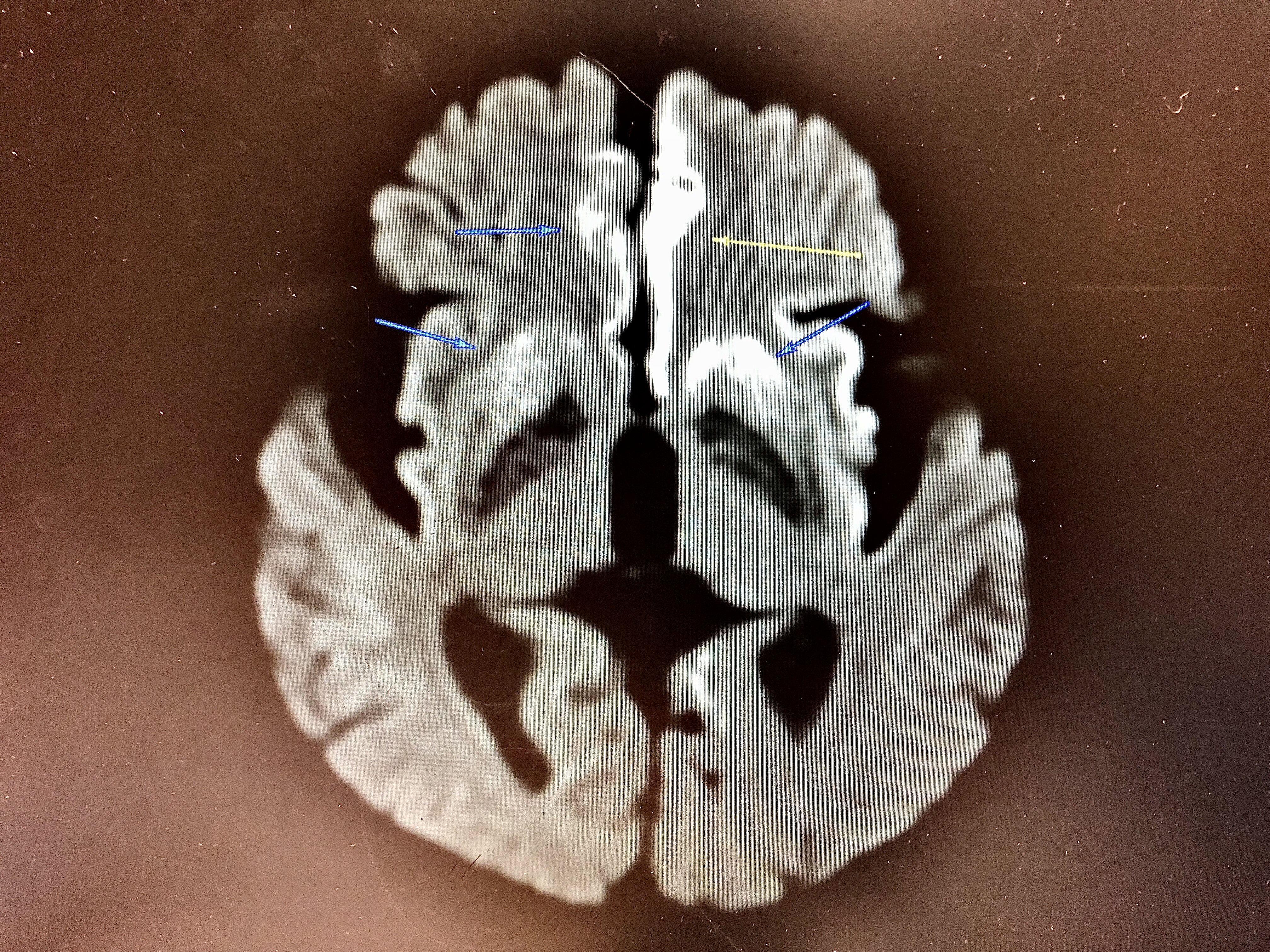
MRIの画像を通して、脳内にプリオンタンパク質が明確に沈殿しているのがわかる。

脳波周期性同期性放電 (PSD) と呼ばれる特徴的な波形が認められる。
MRI脳萎縮が認められる。拡散強調画像で大脳皮質や視床、大脳基底核に高信号域が認められる。
髄液検査NSEが上昇するが、脳梗塞などで非特異的な上昇が見られることもあるので注意が必要である。14-3-3濃度や総タウ蛋白濃度の上昇は、比較的特異度が高い。14-3-3濃度は孤発性CJDの診断基準の一つにもなっている。RT-QUIC法は異常プリオン蛋白の検出を可能にしており、診断に有用なバイオマーカーとされている。

### 検査法の開発
長崎大学の新竜一郎教授らは、高い精度でこの病気を判別する検査法を開発し、2011年1月30日、アメリカの医学誌に発表した。この方法は、異常型プリオンが髄液に出ることを利用し、腰の髄液を採取すれば検査ができるようにしたものである。

## 診断基準
異常プリオンを検出するか、病理学的に特徴的な所見が認められた場合に確定診断となる。病理所見や異常プリオンの検出がなくとも、進行性の認知症とPSDが存在し、ミオクローヌス、錐体路または錐体外路徴候、小脳症状または視覚異常、無動無言のうち2つ以上の症状があればほぼ確実例とされる。

## 歴史

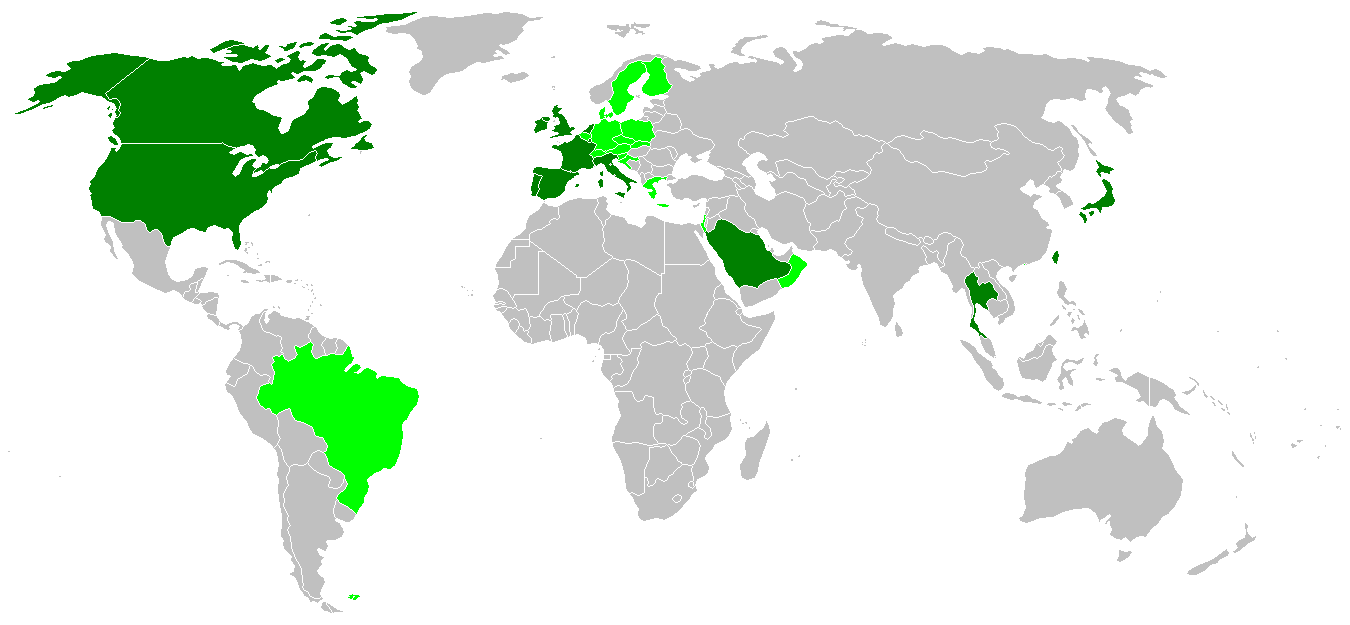
濃い緑色の地域は変異型クロイツフェルト·ヤコブ病、淡い緑色の地域は牛海綿状脳症が確認されている国である

クロイツフェルト・ヤコブ病の名は、1920年および1921年にそれぞれ症例報告をおこなったドイツの二人の神経学者ハンス・ゲルハルト・クロイツフェルトとアルフォンス・マリア・ヤコブとにちなんで、ドイツの精神科医ヴァルター・シュピールマイヤーによって名づけられたものである。ただし、クロイツフェルトが報告した症例の臨床像は今日理解されているクロイツフェルト・ヤコブ病の症状と相違があるため、彼が報告した症例は実際は別の疾患の患者であった可能性が高いと現在では考えられている。このためCJDの病名も「ヤコブ病」と改めるべきであるという主張も近年なされている。

## クロイツフェルト・ヤコブ病が登場する作品
- テレビドラマ
  - X-ファイル シーズン2 (1995年) - 第24話「カニバル」
  - 24 -TWENTY FOUR- シーズン7 (2009年) - 第17話「0:00 - 1:00」
  - インハンド（2019年）- 第3話
- 小説
  - 美丘 - 石田衣良による小説作品。2010年に日本テレビで『美丘-君がいた日々-』としてドラマ化もされた。
  - カーニバル (小説) - 清涼院流水による小説。